# Har du funnit din viloplats i Jesus
Har du funnit din viloplats i Jesus är en psalm med text och musik skriven av Frederick Martin Lehman. Text översattes till svenska 1922 av Otto Witt.

## Publicerad i
- Segertoner 1988 som nr 469 under rubriken "Att leva av tro - Stillhet - eftertanke".[1]